# Schweizerische Steuerkonferenz
Die Schweizerische Steuerkonferenz (SSK; französisch Conférence suisse des impôts, italienisch Conferenza svizzera delle imposte) ist eine Vereinigung der schweizerischen Steuerbehörden.

## Zweck
Die SSK bezweckt im Wesentlichen die Koordination, die Anwendung und die Weiterentwicklung des Steuerrechts unter den Kantonen und mit dem Bund.
Die SSK
- berät die Konferenz der kantonalen Finanzdirektoren (nachfolgend FDK) in Fragen der Steuergesetzgebung, in Vernehmlassungsverfahren zu Steuervorlagen des Bundes und in allen weiteren steuerrechtlichen Belangen;
- bezweckt die Weiterentwicklung des Steuerrechts, strebt die Vereinheitlichung der Praxis in den Kantonen an und klärt Fragen des interkantonalen Steuerrechts mittels Kreisschreiben;
- erarbeitet und publiziert Praxisempfehlungen, Informations- und andere Dokumentationen;
- fördert eine Vereinheitlichung der Verfahrensabläufe, realisiert hierzu über die FDK Informatikprojekte im schweizerischen Steuerumfeld und betreut technische Fragen;
- bietet Aus- und Weiterbildungskurse für Mitarbeitende der Vereinsmitglieder an; sie kann diese Kurse auch Dritten zugänglich machen.

## Mitgliedschaft
Mitglieder der SSK sind die Kantonalen Steuerverwaltungen (Kantone) und die Eidgenössische Steuerverwaltung (nachfolgend ESTV; Bund).
Die Kantonalen Steuerverwaltungen werden durch  den Vorsteher oder eine Stellvertretung vertreten.
Die ESTV wird durch  ihren Direktor oder eine Stellvertretung vertreten.